# 赤坂見附駅
赤坂見附駅（あかさかみつけえき）は、東京都港区赤坂三丁目にある、東京地下鉄（東京メトロ）の駅である。港区最北端の駅であり、千代田区（永田町）との区界付近に位置している。
駅名の赤坂見附とはかつて存在した同名の江戸城の城門（江戸城三十六見附の一つ）に由来している。

## 概要
銀座線と、丸ノ内線の2路線が乗り入れ、各路線ごとに駅番号が与えられている。丸ノ内線で港区に立地する唯一の駅でもある。なお、駅構内の一部（山王下方面改札）は境界を跨いだ千代田区に位置している。
- 東京メトロ
  -  銀座線 - 駅番号はG 05。
  -  丸ノ内線 - 駅番号はM 13。

また、有楽町線・半蔵門線・南北線が乗り入れる永田町駅（千代田区永田町に立地）とは改札内で連絡しており、運賃計算上は同一の駅として扱われる。そのため、当駅発売の乗車券で永田町駅の改札からの入場も可能で、その逆も可能である。また、定期券の場合は当駅発着の定期券で永田町駅からの入・出場も可能である。また、当駅・永田町駅と、隣接する溜池山王駅・国会議事堂前駅間（銀座線・丸ノ内線・南北線、当駅と永田町駅と同様同一駅扱い）、青山一丁目駅間（銀座線・半蔵門線）、四ツ谷駅間（丸ノ内線・南北線）を含む定期券は、それぞれ当該区間に限り連続して並走するどの路線でも乗車することができる。なお、当駅と永田町駅を合わせると、東京メトロの路線が1つの駅に5路線乗り入れることになり、これは同社の駅としては最多である。
当駅の南側には東京メトロ千代田線単独駅の赤坂駅が所在しており、乗り換え案内はされていないが徒歩圏内である。

## 歴史
- 1938年（昭和13年）
  - 11月18日：東京高速鉄道（現在の東京メトロ銀座線）の駅として開業。
  - 12月23日：当駅を発車した渋谷行電車が、過負荷継電器の作動により33‰の上り勾配上で停車後、後退してホームに停車中の後続列車に衝突、さらに場内信号機外方に停車していた後続列車にも衝突し二重衝突事故となった。
- 1941年（昭和16年）9月1日：陸上交通事業調整法により東京高速鉄道が帝都高速度交通営団（営団地下鉄）に再編、営団地下鉄の駅となる。
- 1959年（昭和34年）3月15日：丸ノ内線の駅が開業し、乗換駅となる。
- 1979年（昭和54年）9月21日：半蔵門線の永田町駅が開業し、乗り換え業務を開始。同時に有楽町線とも乗り換え業務開始。
- 1997年（平成9年）9月30日：南北線の永田町駅が開業し、乗り換え業務を開始[1]。
- 2004年（平成16年）4月1日：営団地下鉄の民営化に伴い、東京地下鉄（東京メトロ）に継承される[2]。
- 2007年（平成19年）
  - 3月18日：ICカード「PASMO」の利用が可能となる[3]。
  - 6月19日：丸ノ内線ホームの可動式ホーム柵運用開始。
- 2010年（平成22年）8月28日：山王下方面改札口及び11番出入口の供用を開始[4]。
- 2018年（平成30年）7月27日：銀座線ホームに発車メロディを導入。
- 2023年（令和5年）1月27日：定期券発売所が営業を終了[5]。

## 駅構造
銀座線渋谷方面行と丸ノ内線荻窪方面行ホームが地下1階、銀座線浅草方面行と丸ノ内線池袋方面行ホームが地下2階にある。いずれも島式ホーム形状のため、同一方向の乗り換えは同一ホームで可能となっている。
当駅は東京高速鉄道時代に新宿方面への路線（丸ノ内線の前身）の建設を想定して、上下2層構造の同一方向ホームとして建築されていた。
しかし、戦後に改めて丸ノ内線を建設することになると、当時の規格では狭すぎるため、主に丸ノ内線側の構築を改造することとした。ホーム幅員4.85 m、ホーム延長80 mからホーム幅員8 - 11 m、ホーム延長は銀座線側96 m、丸ノ内線側120 mに改築した。丸ノ内線側の旧構築は約1年かけて取り壊し、新構築を施工した。この拡張工事にあたって、下水溝が約120 mに渡って駅構築に支障することから、下水溝の移設作業も同時施工した。
両線のホームには可動式ホーム柵が設置されている。
当駅の溜池山王・国会議事堂前寄りに、上下層とも銀座線から丸ノ内線へ車両が転線できる連絡線が設けられている。ただし、車両の寸法は丸ノ内線車両の方が大きいため、この連絡線を通って相手側に乗り入れられるのは銀座線車両のみである。この連絡線は丸ノ内線中野車両基地や小石川車両基地への銀座線車両の回送時に使用されるほか、イベント時には銀座線から丸ノ内線直通の臨時列車が経由した事例もある。
出入口はベルビー赤坂に直結しており、エスカレーターを併設しているほか、赤坂地下歩道を介して港区元赤坂・千代田区紀尾井町方面からも直接行くことができる。また、丸ノ内線ホームの四ツ谷寄りにはエレベーターが設置されている。

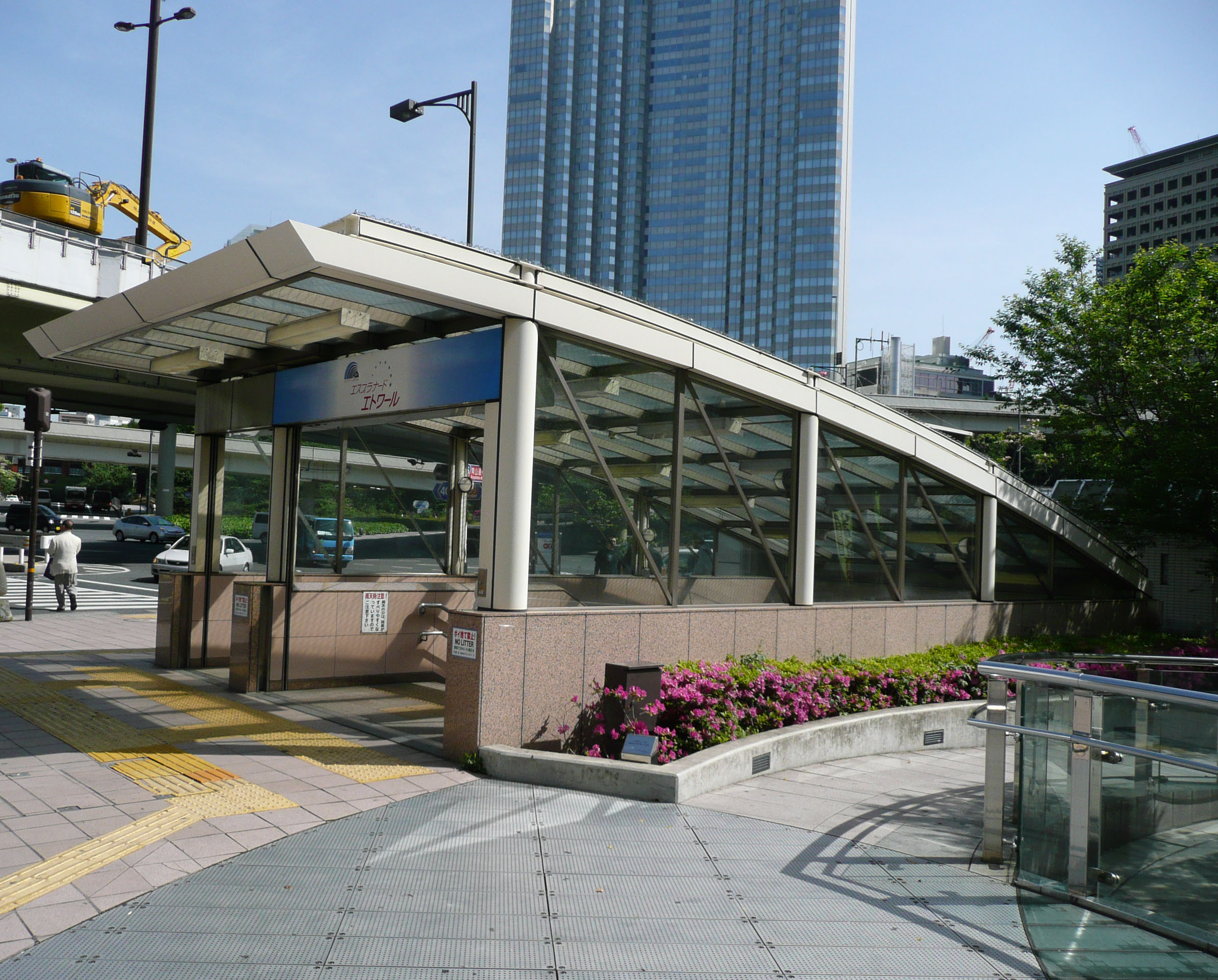
A出入口（2010年5月）
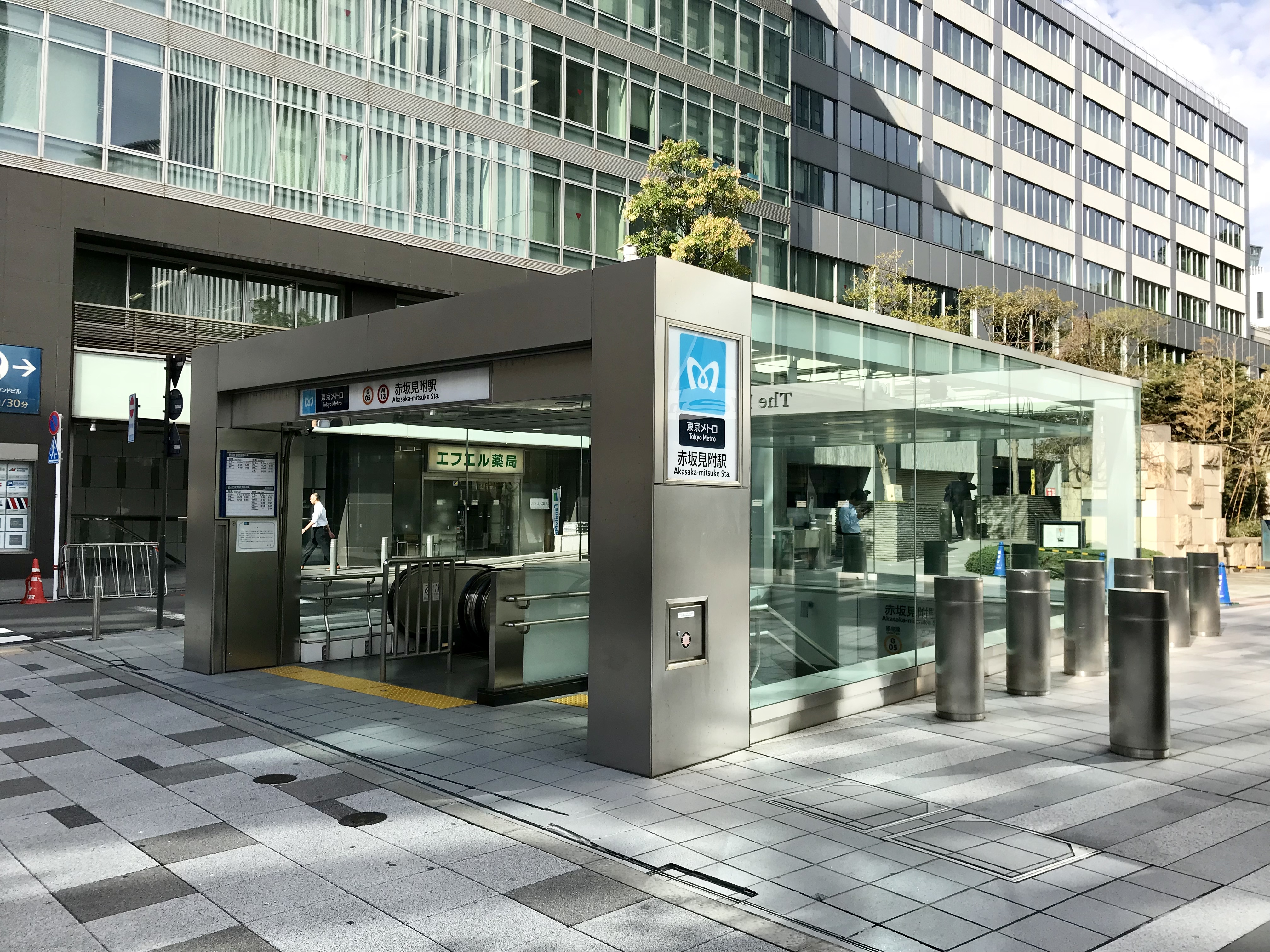
11番出入口（2018年10月）
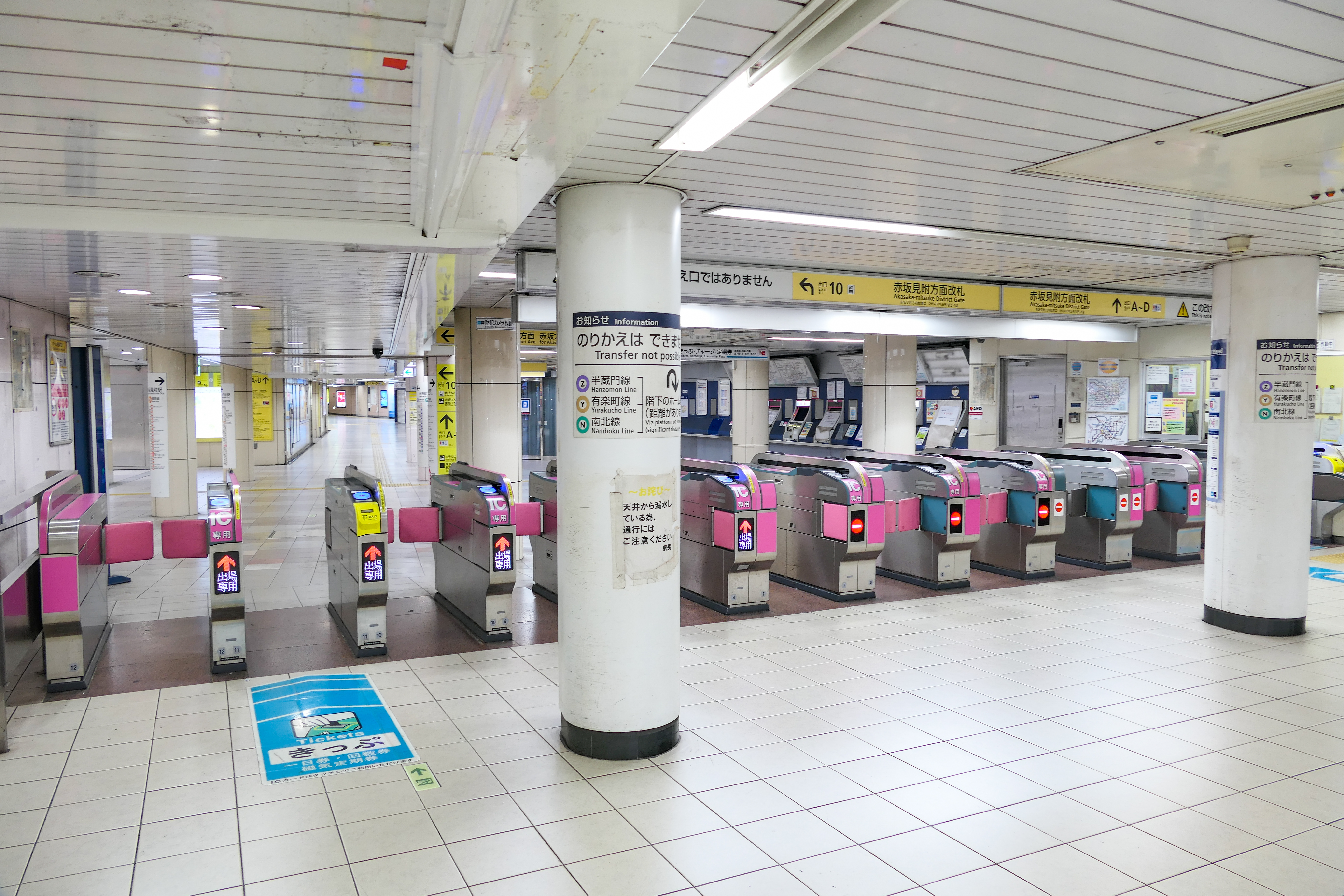
赤坂見附方面改札（2023年8月）
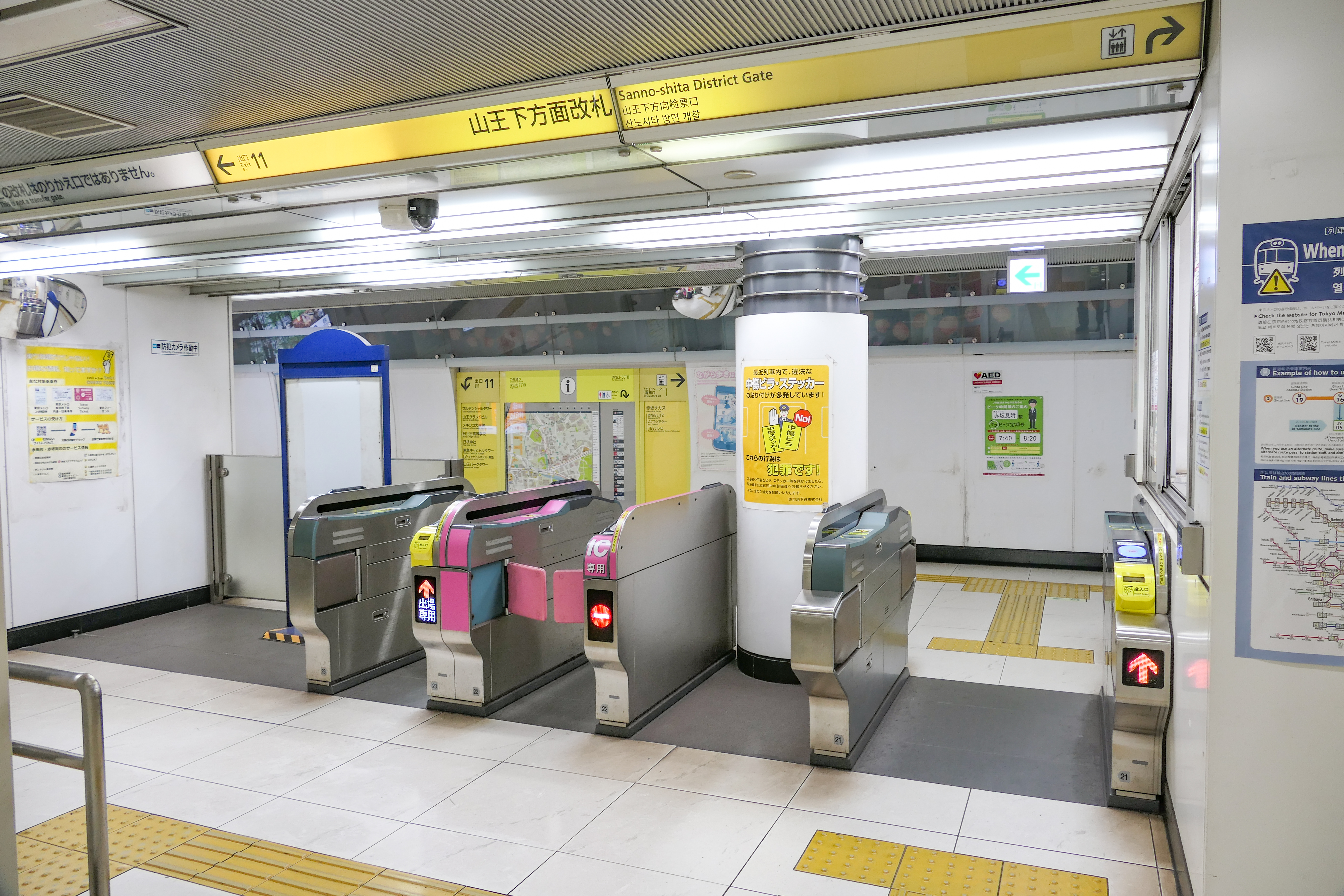
山王下方面改札（2023年8月）
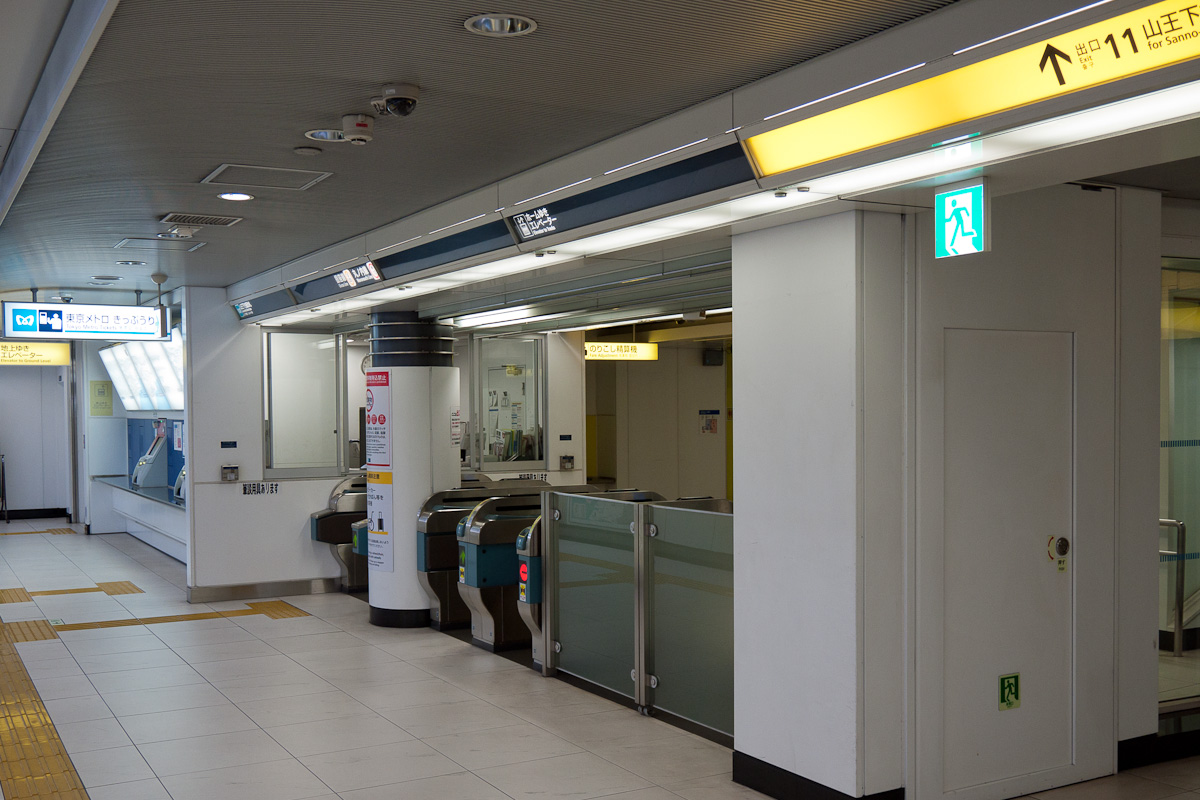
プルデンシャルタワー内改札（2011年11月）
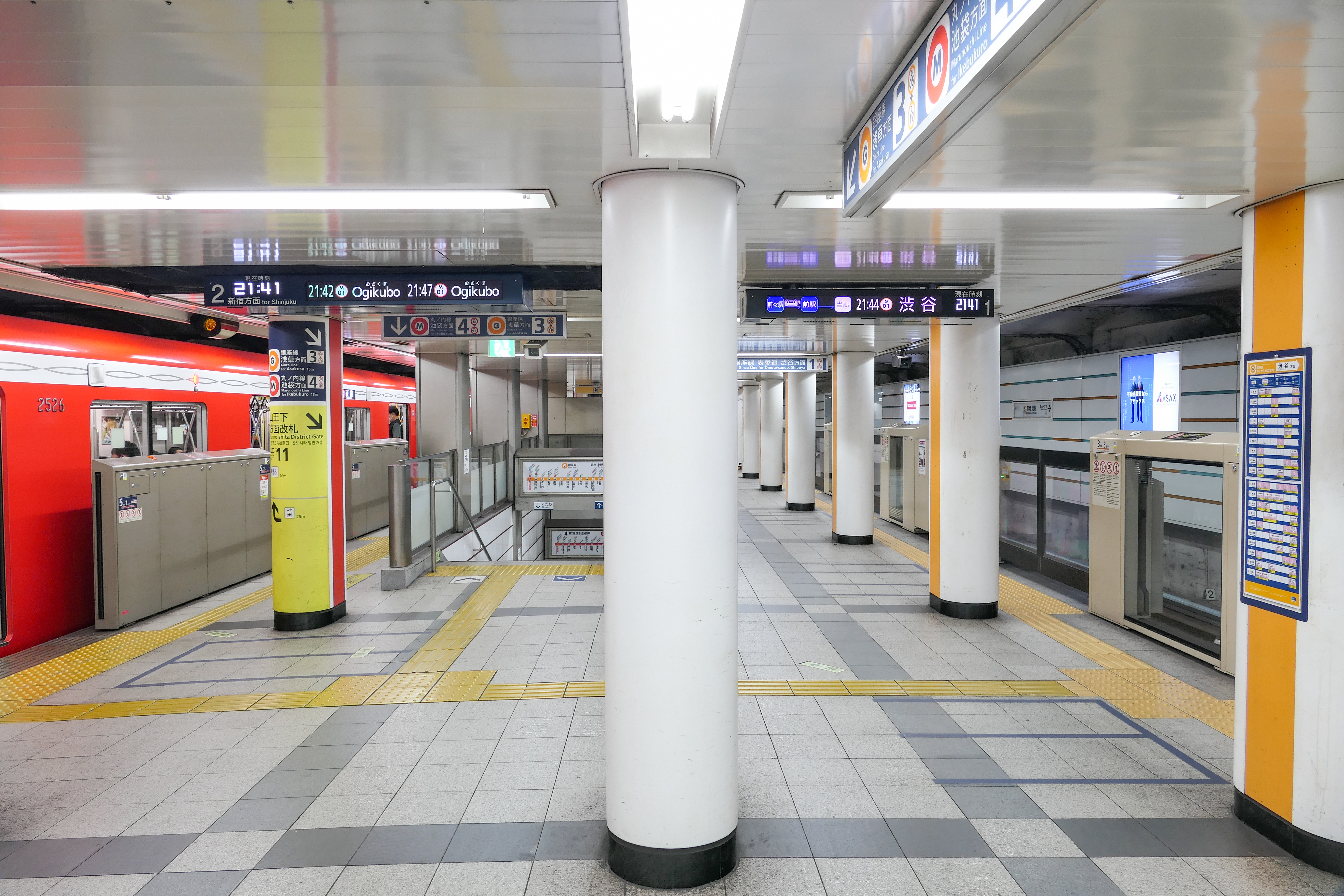
1・2番線ホーム（2023年8月）
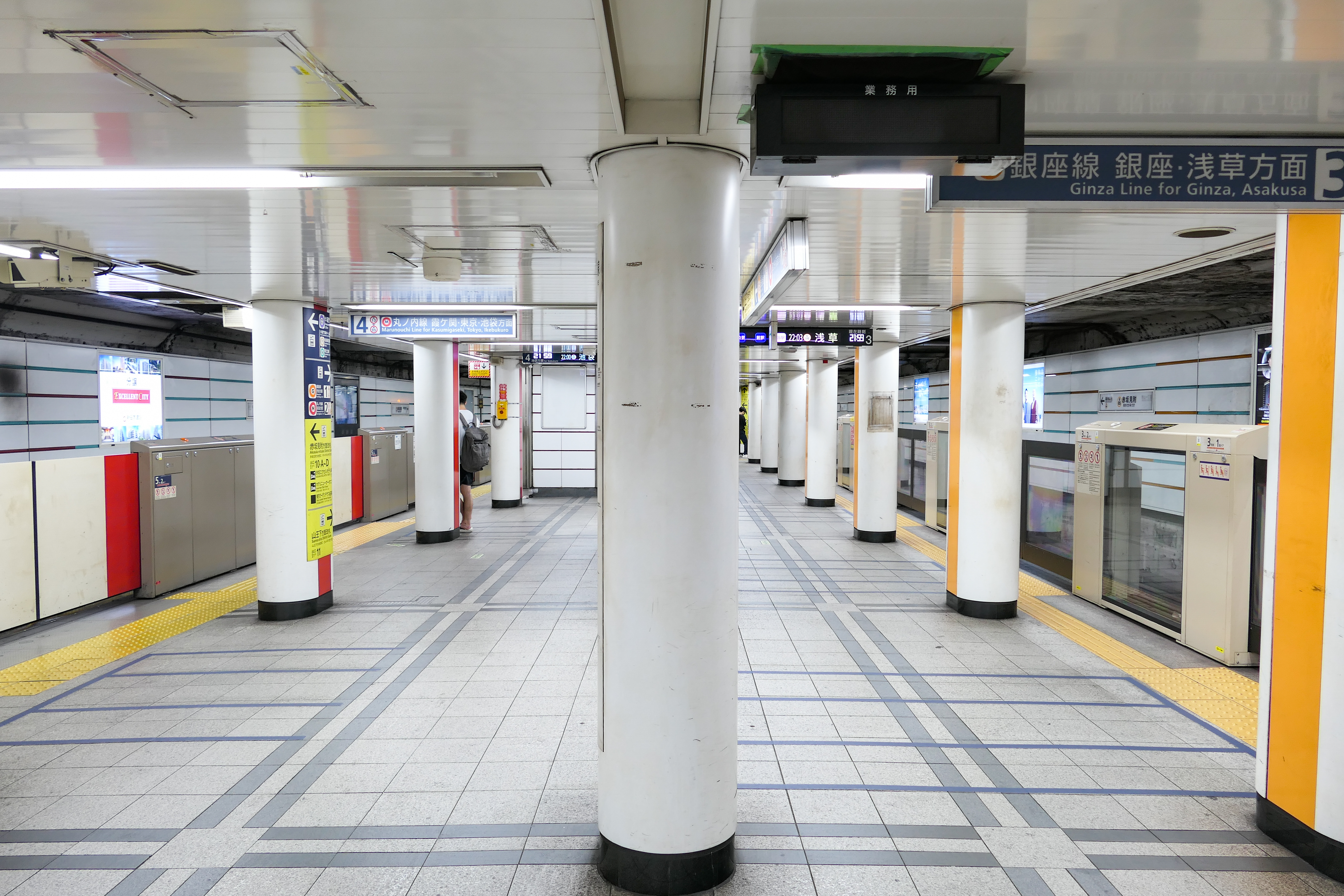
3・4番線ホーム（2023年8月）

### のりば
| 番線          | 路線     | 行先             |
| ------------- | -------- | ---------------- |
| 地下1階ホーム |          |                  |
| 1             | 銀座線   | 渋谷方面         |
| 2             | 丸ノ内線 | 荻窪・方南町方面 |
| 地下2階ホーム |          |                  |
| 3             | 銀座線   | 浅草方面         |
| 4             | 丸ノ内線 | 池袋方面         |

（出典：東京メトロ:構内図）

### 発車メロディ
全ホームでスイッチ制作の発車メロディ（発車サイン音）を使用している。
| 番線 | 路線     | 曲名           | 作曲者   |
| ---- | -------- | -------------- | -------- |
| 1    | 銀座線   | 星を探して     | 塩塚博   |
| 2    | 丸ノ内線 | メトロタウン   | 熊木理砂 |
| 3    | 銀座線   | オレンジピール | 福嶋尚哉 |
| 4    | 丸ノ内線 | レインシャワー | 塩塚博   |

### 永田町駅との連絡
当駅と永田町駅の間は、当駅地下2階（銀座線浅草方面・丸ノ内線池袋方面ホーム）と半蔵門線ホームの西端を結ぶ上り・下り数回を要する地下通路（長さ約200 m）を介して接続されている。このため、当駅から有楽町線または南北線へ乗り継ぐには、半蔵門線ホーム（長さ約200 m）を経由することになる。改札内乗り換え通路には斜行エレベーターが設置されている。
|                |                |                                          | 永田町駅                                      |                                              |
| 半蔵門線       | 有楽町線       | 南北線                                   |                                               |                                              |
| 赤坂見附駅     |                |                                          |                                               |                                              |
| ホーム間の距離 | ホーム間の距離 | 約250 m                                  | 約520 m                                       | 約610 m                                      |
| 他の乗換駅     | 銀座線         | 渋谷駅* 表参道駅◎ 青山一丁目駅 三越前駅* | 銀座駅/銀座一丁目駅* （渋谷駅*）              | 溜池山王駅◎                                  |
| 他の乗換駅     | 丸ノ内線       | 大手町駅◎                                | 池袋駅* 銀座駅/銀座一丁目駅* （新宿三丁目駅） | 四ツ谷駅◎ 国会議事堂前駅/溜池山王駅 後楽園駅 |

*：改札外乗り換え、◎：最も至便な駅

### 改良工事
改正火災対策基準に基づく火災対策として避難誘導設備と排煙設備を整備する駅改良工事が行われ、2010年8月28日より山王下方面改札口及び11番出入口の供用を開始した。
火災時の避難経路を2つ確保するため、新たに、溜池山王・国会議事堂前寄りの地下3階（ホーム下）に改札口（山王方面口）・コンコース・トイレを設置し、プルデンシャルタワー敷地内に出入口が、外堀通り西側歩道上にエレベーター専用出入口が、それぞれ設置された。また、増設された改札口と各ホーム間を連絡する階段およびエレベーターも設置された。
さらに、これらの工事と併せて、ホーム・ホーム側壁・既設改札口のリニューアル工事も行われており、2011年春に完成した。なお、丸ノ内線ホームには更新工事に合わせて広告（テレビCM）を流す液晶ディスプレイが設置された。

## 利用状況
- 東京メトロ - 2024年度の1日平均乗降人員は89,214人である[メトロ 1]。
東京メトロ全130駅の中では日比谷駅に次いで第41位。この値は東京メトロ線同士の乗換人員を含まない。
  - 東京メトロ線同士の乗換人員を含んだ、2018年度の路線別1日平均乗降人員は以下の通りである[乗降データ 1]。永田町駅の有楽町線、半蔵門線、南北線との乗換人員も含む。
    - 銀座線 - 185,488人 - 同線内では新橋駅、日本橋駅、渋谷駅、表参道駅に次ぐ第5位。
    - 丸ノ内線 - 204,121人 - 同線内では池袋駅、新宿駅、東京駅に次ぐ第4位。

### 年度別1日平均乗降人員
近年の1日平均乗降人員推移は下表の通り。
| 年度               | 営団 / 東京メトロ | 営団 / 東京メトロ |
| 年度               | 1日平均 乗降人員  | 増加率            |
| ------------------ | ----------------- | ----------------- |
| 1999年（平成11年） | 116,882           |                   |
| 2000年（平成12年） | 116,210           | −0.6%             |
| 2001年（平成13年） | 114,333           | −1.6%             |
| 2002年（平成14年） | 112,842           | −1.3%             |
| 2003年（平成15年） | 111,026           | −1.6%             |
| 2004年（平成16年） | 102,867           | −7.3%             |
| 2005年（平成17年） | 101,009           | −1.8%             |
| 2006年（平成18年） | 103,471           | 2.4%              |
| 2007年（平成19年） | 108,776           | 5.1%              |
| 2008年（平成20年） | 108,166           | −0.6%             |
| 2009年（平成21年） | 103,238           | −4.6%             |
| 2010年（平成22年） | 102,522           | −0.7%             |
| 2011年（平成23年） | 99,394            | −3.1%             |
| 2012年（平成24年） | 101,945           | 2.6%              |
| 2013年（平成25年） | 108,728           | 6.7%              |
| 2014年（平成26年） | 109,472           | 0.7%              |
| 2015年（平成27年） | 113,625           | 3.8%              |
| 2016年（平成28年） | 119,136           | 4.9%              |
| 2017年（平成29年） | 127,252           | 6.8%              |
| 2018年（平成30年） | 130,450           | 2.5%              |
| 2019年（令和元年） | 121,665           | −6.7%             |
| 2020年（令和02年） | 66,983            | −44.9%            |
| 2021年（令和03年） | 66,327            | −1.0%             |
| 2022年（令和04年） | 78,766            | 18.8%             |
| 2023年（令和05年） | 86,493            | 9.8%              |
| 2024年（令和06年） | 89,214            | 3.1%              |

### 年度別1日平均乗車人員（1956年 - 2000年）
近年の1日平均乗車人員推移は下表の通り。
- 1959年度以前と1963年度以降（1968年 - 1973年を除く）の値には、各線内の乗換人員を含まない。

| 年度               | 銀座線  | 丸ノ内線   | 出典              |
| ------------------ | ------- | ---------- | ----------------- |
| 1956年（昭和31年） | 7,837   | 未開業     | [ 東京都統計 1 ]  |
| 1957年（昭和32年） | 7,289   | 未開業     | [ 東京都統計 2 ]  |
| 1958年（昭和33年） | 10,064  | [ 備考 1 ] | [ 東京都統計 3 ]  |
| 1959年（昭和34年） |         | 12,232     | [ 東京都統計 4 ]  |
| 1960年（昭和35年） | 70,122  | 67,661     | [ 東京都統計 5 ]  |
| 1961年（昭和36年） | 94,374  | 93,745     | [ 東京都統計 6 ]  |
| 1962年（昭和37年） | 110,874 | 109,619    | [ 東京都統計 7 ]  |
| 1963年（昭和38年） | 16,795  | 16,040     | [ 東京都統計 8 ]  |
| 1964年（昭和39年） | 21,513  | 20,855     | [ 東京都統計 9 ]  |
| 1965年（昭和40年） | 24,404  | 21,388     | [ 東京都統計 10 ] |
| 1966年（昭和41年） | 21,762  | 23,243     | [ 東京都統計 11 ] |
| 1967年（昭和42年） | 23,704  | 23,675     | [ 東京都統計 12 ] |
| 1968年（昭和43年） | 117,045 | 117,841    | [ 東京都統計 13 ] |
| 1969年（昭和44年） | 127,148 | 123,485    | [ 東京都統計 14 ] |
| 1970年（昭和45年） | 133,841 | 130,556    | [ 東京都統計 15 ] |
| 1971年（昭和46年） | 130,331 | 136,180    | [ 東京都統計 16 ] |
| 1972年（昭和47年） | 135,342 | 137,488    | [ 東京都統計 17 ] |
| 1973年（昭和48年） | 130,748 | 129,649    | [ 東京都統計 18 ] |
| 1974年（昭和49年） |         | 65,707     | [ 東京都統計 19 ] |
| 1975年（昭和50年） |         | 62,030     | [ 東京都統計 20 ] |
| 1976年（昭和51年） | 30,241  | 30,214     | [ 東京都統計 21 ] |
| 1977年（昭和52年） | 31,394  | 31,134     | [ 東京都統計 22 ] |
| 1978年（昭和53年） | 30,822  | 30,181     | [ 東京都統計 23 ] |
| 1979年（昭和54年） | 31,046  | 31,139     | [ 東京都統計 24 ] |
| 1980年（昭和55年） | 31,792  | 31,332     | [ 東京都統計 25 ] |
| 1981年（昭和56年） | 32,830  | 32,844     | [ 東京都統計 26 ] |
| 1982年（昭和57年） | 33,611  | 33,304     | [ 東京都統計 27 ] |
| 1983年（昭和58年） | 33,773  | 34,393     | [ 東京都統計 28 ] |
| 1984年（昭和59年） | 35,504  | 35,263     | [ 東京都統計 29 ] |
| 1985年（昭和60年） | 35,523  | 35,934     | [ 東京都統計 30 ] |
| 1986年（昭和61年） | 36,123  | 36,521     | [ 東京都統計 31 ] |
| 1987年（昭和62年） | 35,366  | 36,967     | [ 東京都統計 32 ] |
| 1988年（昭和63年） | 35,370  | 37,211     | [ 東京都統計 33 ] |
| 1989年（平成元年） | 34,129  | 36,600     | [ 東京都統計 34 ] |
| 1990年（平成02年） | 35,132  | 36,227     | [ 東京都統計 35 ] |
| 1991年（平成03年） | 35,443  | 35,844     | [ 東京都統計 36 ] |
| 1992年（平成04年） | 33,614  | 35,438     | [ 東京都統計 37 ] |
| 1993年（平成05年） | 32,334  | 34,178     | [ 東京都統計 38 ] |
| 1994年（平成06年） | 31,351  | 33,148     | [ 東京都統計 39 ] |
| 1995年（平成07年） | 30,642  | 32,336     | [ 東京都統計 40 ] |
| 1996年（平成08年） | 30,008  | 32,479     | [ 東京都統計 41 ] |
| 1997年（平成09年） | 30,479  | 31,104     | [ 東京都統計 42 ] |
| 1998年（平成10年） | 30,093  | 29,359     | [ 東京都統計 43 ] |
| 1999年（平成11年） | 28,910  | 29,393     | [ 東京都統計 44 ] |
| 2000年（平成12年） | 28,915  | 29,233     | [ 東京都統計 45 ] |

### 年度別1日平均乗車人員（2001年以降）
| 年度               | 銀座線 | 丸ノ内線 | 出典              |
| ------------------ | ------ | -------- | ----------------- |
| 2001年（平成13年） | 28,441 | 28,803   | [ 東京都統計 46 ] |
| 2002年（平成14年） | 27,323 | 28,649   | [ 東京都統計 47 ] |
| 2003年（平成15年） | 27,052 | 28,131   | [ 東京都統計 48 ] |
| 2004年（平成16年） | 26,737 | 26,844   | [ 東京都統計 49 ] |
| 2005年（平成17年） | 26,211 | 26,392   | [ 東京都統計 50 ] |
| 2006年（平成18年） | 26,915 | 27,236   | [ 東京都統計 51 ] |
| 2007年（平成19年） | 28,279 | 28,470   | [ 東京都統計 52 ] |
| 2008年（平成20年） | 27,493 | 28,532   | [ 東京都統計 53 ] |
| 2009年（平成21年） | 26,047 | 27,205   | [ 東京都統計 54 ] |
| 2010年（平成22年） | 25,830 | 26,769   | [ 東京都統計 55 ] |
| 2011年（平成23年） | 24,902 | 25,948   | [ 東京都統計 56 ] |
| 2012年（平成24年） | 25,526 | 26,734   | [ 東京都統計 57 ] |
| 2013年（平成25年） | 27,254 | 28,504   | [ 東京都統計 58 ] |
| 2014年（平成26年） | 27,430 | 28,619   | [ 東京都統計 59 ] |
| 2015年（平成27年） | 28,298 | 29,872   | [ 東京都統計 60 ] |
| 2016年（平成28年） | 29,742 | 31,249   | [ 東京都統計 61 ] |
| 2017年（平成29年） | 31,636 | 33,512   | [ 東京都統計 62 ] |
| 2018年（平成30年） | 32,104 | 34,715   | [ 東京都統計 63 ] |
| 2019年（令和元年） | 29,153 | 32,719   | [ 東京都統計 64 ] |

備考
1. ↑  1959年3月15日開業。

## 駅周辺
- 衆議院議長公邸
- 参議院議長公邸
- 駐日メキシコ大使館
- 赤坂警察署
- 港区役所赤坂地区総合支所
  - 港区赤坂区民センター
  - みなと保健所保健サービスセンター
- 東京都立日比谷高等学校
- 山脇学園中学校・高等学校
- 赤坂見附前田病院
- 赤坂見附址
- 迎賓館赤坂離宮

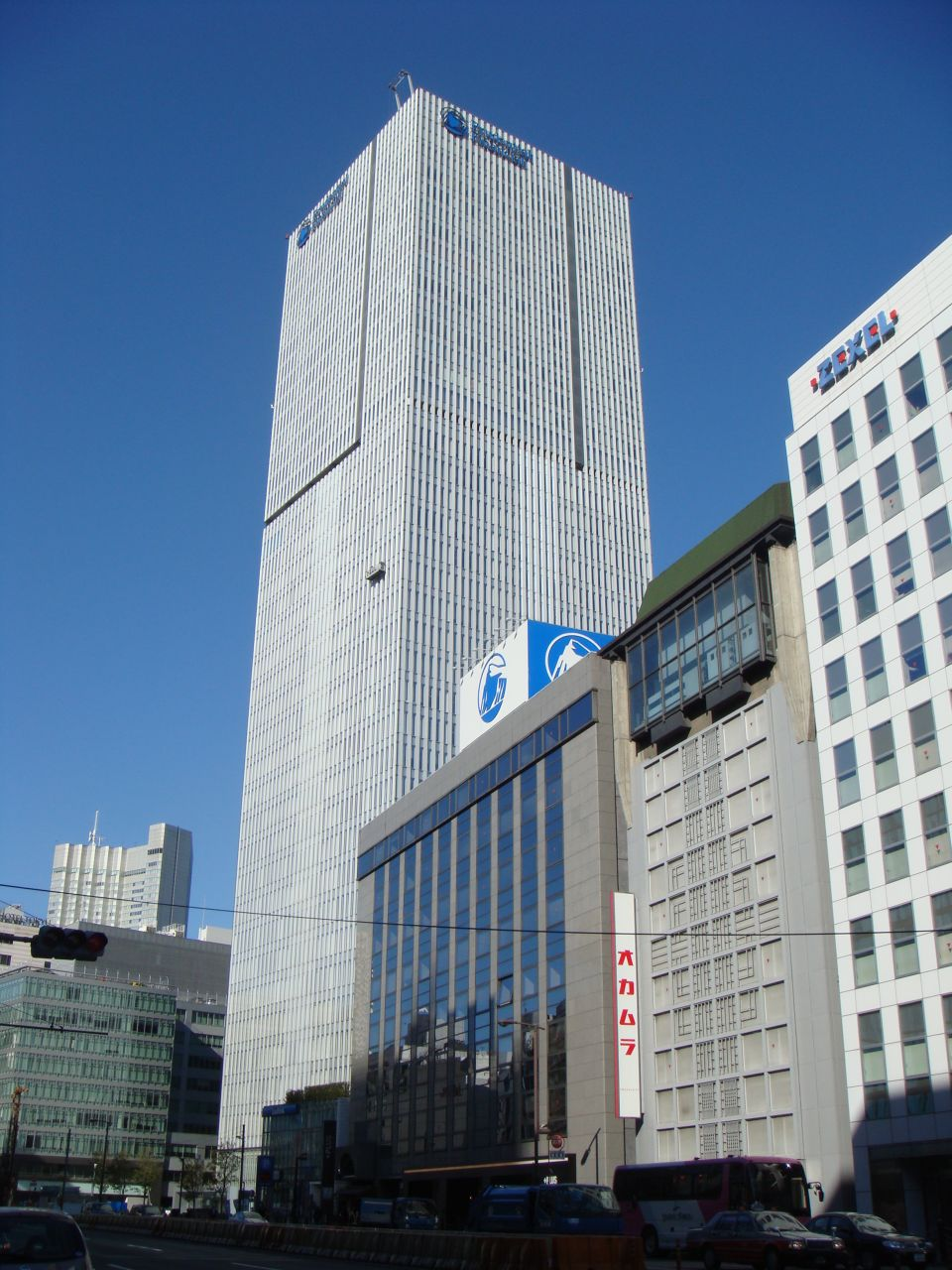
プルデンシャルタワー

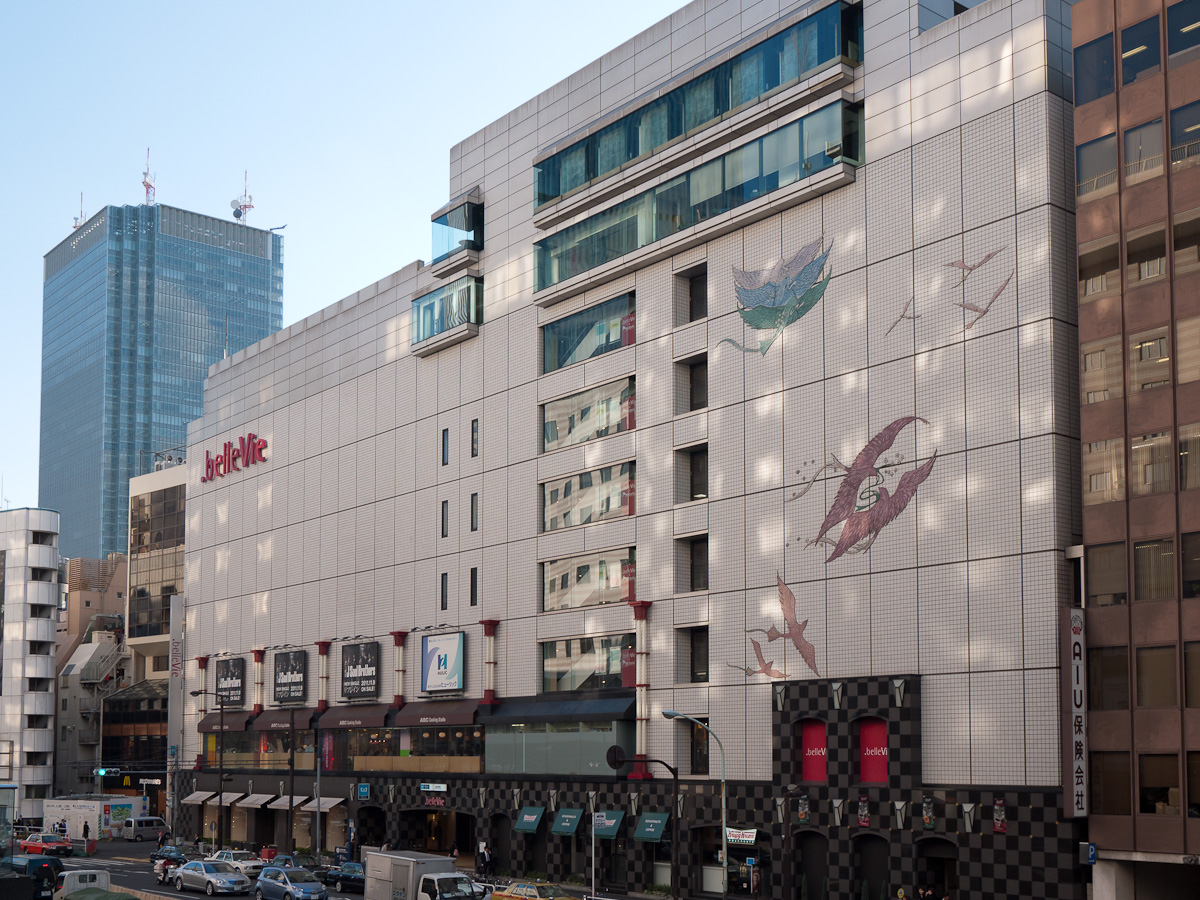
ベルビー赤坂（赤坂見附駅ビル）

- 皇居外堀（弁慶濠）- 計画では当駅から弁慶濠までの工事が予定されていたが、後に中止となった。
- 豊川稲荷東京別院
- 草月ホール（草月会館） - いけばな草月流の一般財団法人草月会本部が入居。
- 赤坂御用地
- 日枝神社（山王日枝神社）
- 清水谷公園
- 赤坂一ツ木通郵便局
- ホテルニューオータニ
  - ニューオータニ美術館
- 赤坂エクセルホテル東急・赤坂東急プラザ
- ホテルモントレ赤坂
- 東京ガーデンテラス紀尾井町
  - ザ・プリンスギャラリー 東京紀尾井町
- 東急エージェンシー
- プルデンシャルタワー
- 山王グランドビル
  - 山王グランドビル内郵便局
- れいわ新選組党本部
- 鹿島建設本社
- 住友電気工業本社
- 赤坂サカス
  - TBS放送センター
    - TBSホールディングス
    - TBSテレビ
    - TBSラジオ
    - BS-TBS

  - 赤坂Bizタワー
  - 赤坂BLITZ
  - 赤坂ACTシアター
- WOWOW本社
- 東京電業会館
  - 東京電業協会
  - 日本電気工事士協会
  - 日本電設工業協会
- アパグループ本社
- 大沢事務所
- ベルビー赤坂
  - ビックカメラ赤坂見附駅店
- スギ薬局赤坂見附店
- 弁慶フィッシングクラブ
- 国道246号（青山通り）
- 東京都道405号外濠環状線（外堀通り）
- 東京メトロ千代田線赤坂駅

## バス路線
最寄りバス停留所は、赤坂見附駅前、赤坂エクセルホテル東急、東京ガーデンテラス紀尾井町、ザ・プリンスギャラリー東京 紀尾井町となる。以下の路線が乗り入れ、フジエクスプレス、東京空港交通、西武観光バスにより運行されている。
赤坂見附駅前
- フジエクスプレス
  - ちぃばす 赤坂ルート[11]：青山一丁目駅前・檜町公園・六本木ヒルズ方面
  - ちぃばす 青山ルート[11]：青山一丁目駅前・表参道駅・六本木ヒルズ方面

赤坂エクセルホテル東急
- 東京空港交通
  - 空港連絡バス[12]：成田空港行・羽田空港行（東京空港交通）

東京ガーデンテラス紀尾井町 / ザ・プリンスギャラリー東京 紀尾井町
- 東京空港交通
  - 空港連絡バス[12]：成田空港行・羽田空港行
- 西武観光バス
  - 高速バス：軽井沢駅行

都営地下鉄大江戸線の全線開業（2000年12月12日）より前においては、東京都交通局により四80系統、茶81系統、四92系統が運行されており、当地には赤坂見附停留所が青山通りおよび外堀通りに設置されていた。

## その他
- 1980年（昭和55年）公開の映画『地震列島』（監督：大森健次郎、特技監督：中野昭慶）において、地下鉄のトンネル崩壊と水の流入による構内水没シーンの舞台として、当駅構内（主に銀座線側）および周辺が描かれたが、当時の営団から「耐震構造は基準を充足しており、あのような事態は起こり得ない」とクレームがついた。ただし、映画公開から13年後に発生した平成5年台風第11号では、大雨で当駅構内が冠水し、丸ノ内線と銀座線が運休した事態が発生している[14]。
- 映画『交渉人 真下正義』にも当駅が登場した。ロケ地は横浜市営地下鉄ブルーライン関内駅。

## 隣の駅
東京地下鉄（東京メトロ）
 銀座線
青山一丁目駅 (G 04) - 赤坂見附駅 (G 05) - 溜池山王駅 (G 06)
 丸ノ内線
四ツ谷駅 (M 12) - 赤坂見附駅 (M 13) - 国会議事堂前駅 (M 14)